# Gemmano

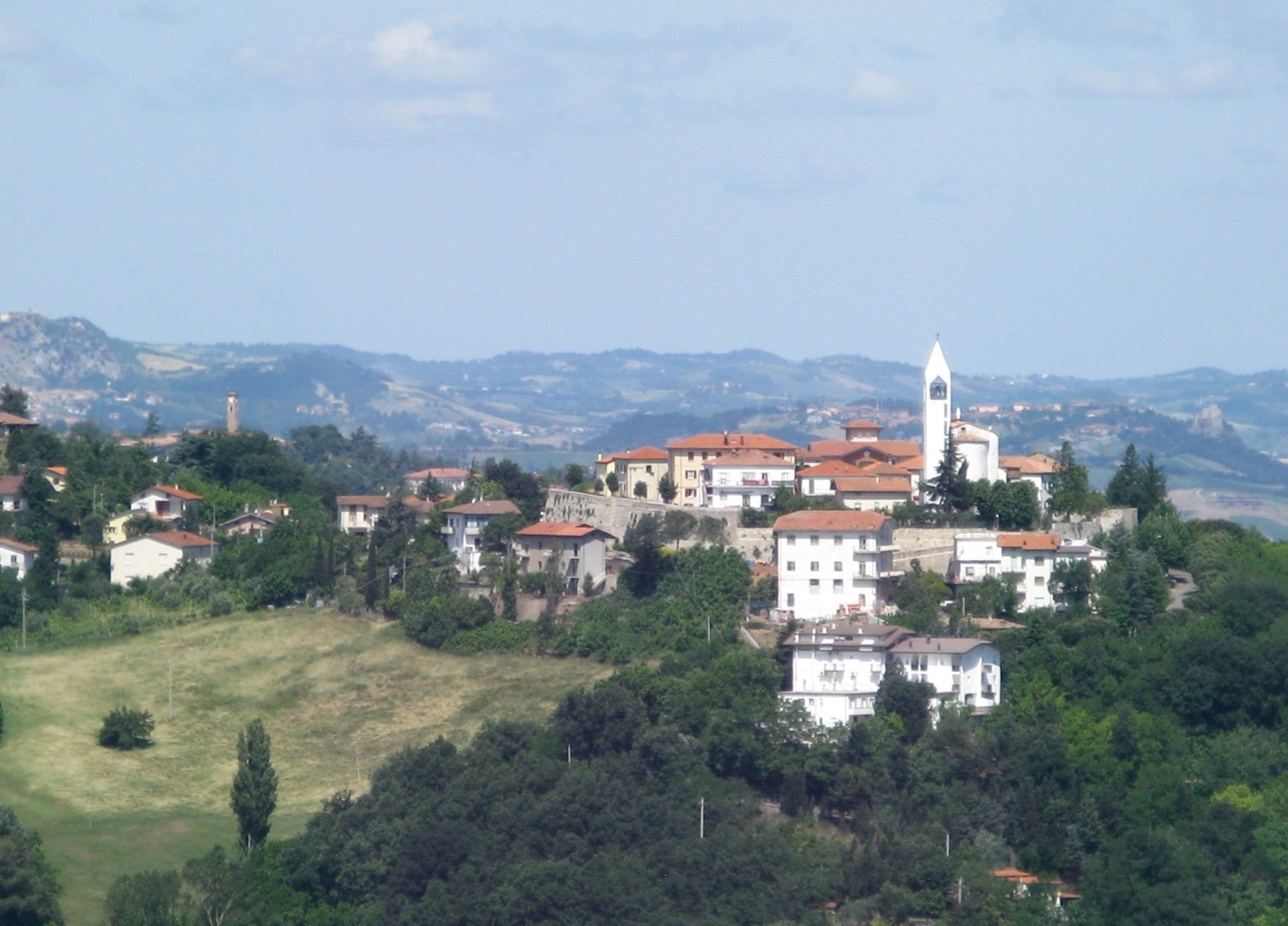
Panorama von Gemmano

Gemmano ist eine italienische Gemeinde (comune) mit 1148 Einwohnern (Stand 31. Dezember 2023) in der Provinz Rimini in der Emilia-Romagna. Die Gemeinde liegt etwa 16,5 Kilometer südlich von Rimini und grenzt unmittelbar an die Provinz Pesaro und Urbino (Marken). Die nördliche Gemeindegrenze bildet die Conca.

## Geschichte
Der Ort ist durch das um 1500 errichtete Santuario della Madonna di Carbognano bekannt geworden.